# Phomopsine
Les phomopsines sont une famille de mycotoxines produites par une espèce de champignons ascomycocètes, Phomopsis leptostromiformis (= Diaporthe toxica, téléomorphe), qui infecte principalement les lupins (Lupinus sp., famille des Fabaceae). Les lupins infectés peuvent provoquer une hépatotoxicose, la lupinose, chez les animaux d'élevage, principalement les moutons.
Ce champignon peut infecter tous les organes de la plante, et notamment les organes végétatifs, mais aussi les graines. Les chaumes de lupins infectés, subsistant dans les champs après la récolte, sont la principale source d'exposition des animaux brouteurs. Les graines infectées peuvent aussi affecter les animaux d'élevage, ces graines étant très majoritairement destinées à l'alimentation animale. Lorsqu'elles sont utilisées en alimentation humaine, ce qui concerne environ 4 % de la production mondiale, que ce soit sous forme de graines entières ou de farine incorporée dans certains aliments, elles pourraient présenter un risque pour la santé humaine, d'autant plus que les phomopsines résistent aux processus de transformation, y compris à la cuisson.
Les phomopsines appartiennent à la famille des hexapeptides macrocycliques.
On a identifié cinq phomopsines, appelées phomopsine A, B, C, D et E. La phomopsine A de numéro CAS 64925-80-0, dotée de deux fonctions acide carboxylique, est considérée comme la plus toxique. Elle représente plus de 80 % de la production totale de phomopsines,.